# Johannes Rydberg
Johannes (Janne) Robert Rydberg (tiếng Thụy Điển: [ˈrŷːdbærj]; 8 tháng 11 năm 1854 – 28 tháng 12 năm 1919) là một nhà vật lý Thụy Điển chủ yếu được biết đến với việc phát minh ra công thức Rydberg, vào năm 1888, được sử dụng để mô tả bước sóng của photon (của ánh sáng nhìn thấy và các bức xạ điện từ khác) được phát ra bởi sự thay đổi mức năng lượng của một electron trong nguyên tử hydro.

## Tiểu sử
Rydberg sinh ngày 8 tháng 11 năm 1854 tại Halmstad, miền nam Thụy Điển, là con duy nhất của Sven Rydberg và Maria Anderson Rydberg. Khi anh lên 4 tuổi, cha Rydberg qua đời và gia đình buộc phải sống bằng một khoản thu nhập nhỏ. Năm 1873, ông tốt nghiệp Halmstads elementärläroverk, nơi ông nhận được điểm cao về toán và vật lý. Cuối năm đó, Rydberg đăng ký vào Đại học Lund, và hai năm sau ông nhận bằng cử nhân. Năm 1879, ông được trao bằng Tiến sĩ Triết học với luận án "Konstruktioner af kägelsnitt i 3- och 4-punktskontakt".
Rydberg bắt đầu sự nghiệp của mình với tư cách là một amanuensis trong viện. Ông trở thành một chuyên gia về toán học vào năm 1880, và năm 1882 trở thành một chuyên gia về vật lý. Tại thời điểm này, ông bắt đầu nghiên cứu khối lượng nguyên tử tiêu chuẩn, bởi vì ông tự hỏi đâu là lý do cho sự gia tăng trọng lượng dường như ngẫu nhiên của các nguyên tử trong hệ thống tuần hoàn của Mendeleev. Ông đã tìm kiếm một công thức cho việc này trong vài năm nhưng không có kết quả.
Công việc tiếp theo của ông là nghiên cứu về quang phổ nguyên tử, giải thích tại sao điều này xảy ra. Nghiên cứu của Rydberg được đặt trước bởi Johann Jakob Balmer, người đã trình bày một công thức thực nghiệm cho các vạch quang phổ nhìn thấy được của nguyên tử hydro vào năm 1885. Tuy nhiên, nghiên cứu của Rydberg đã khiến ông công bố một công thức vào năm 1888 có thể được sử dụng để mô tả các vạch quang phổ không chỉ cho hydro mà cả các nguyên tố khác. Sau khi xuất bản vào năm 1890 về chủ đề này, Rydberg quay trở lại nghiên cứu không có kết quả của mình về bảng tuần hoàn.
Rydberg nộp đơn xin học hàm giáo sư vào năm 1897, nhưng bất chấp những lời giới thiệu của các chuyên gia trong lĩnh vực này, ông đã bị từ chối. Tuy nhiên, thay vào đó, ông đã trở thành một giáo sư phi thường. Mãi cho đến năm 1909, ông mới được nâng cấp thành một giáo sư học hàm đầy đủ. Để kiếm thêm tiền, ông làm việc bán thời gian với tư cách là giám định viên số tại Sparbanken ở Lund từ năm 1891 và làm giám định viên ở Malmö từ năm 1905.
Năm 1913, Rydberg bị ốm nặng và buộc phải giảm tốc độ nghiên cứu của mình, và vào năm 1915, ông được nghỉ phép vì bệnh tật. Ông mất ngày 28 tháng 12 năm 1919 tại bệnh viện Lund và được kế vị bởi học trò của ông là Manne Siegbahn. Rydberg được chôn cất tại nghĩa trang phía bắc ở Lund và để lại vợ là Lydia Carlsson (1856-1925), con trai Helge Rydberg (1887-1968) và con gái Gerda Rydberg (1891-1983).

## Công thức Rydberg
Hằng số vật lý được gọi là hằng số Rydberg đã được đặt theo tên ông, cũng như đơn vị Rydberg. Các nguyên tử bị kích thích có giá trị rất cao của số lượng tử chính, được biểu thị bằng n trong công thức Rydberg, được gọi là nguyên tử Rydberg. Dự đoán của Rydberg rằng các nghiên cứu quang phổ có thể hỗ trợ sự hiểu biết lý thuyết về nguyên tử và các tính chất hóa học của nó đã được chứng minh vào năm 1913 bởi công trình của Niels Bohr (xem quang phổ hydro). Một hằng số quang phổ quan trọng dựa trên một nguyên tử giả thuyết có khối lượng vô hạn được gọi là Rydberg (R) để vinh danh ông.